# Vitgölen, Småland
Vitgölen är en sjö i Gnosjö kommun i Småland och ingår i Lagans huvudavrinningsområde. Sjön har en area på 0,033 kvadratkilometer och ligger 169 meter över havet. Vitgölen ligger i Store Mosse Natura 2000-område.

## Delavrinningsområde
Vitgölen ingår i det delavrinningsområde (635135-139387) som SMHI kallar för Mynnar i Hörledammen. Medelhöjden är 171 meter över havet och ytan är 27,38 kvadratkilometer. Det finns inga delavrinningsområden uppströms utan avrinningsområdet är högsta punkten. Lillån som avvattnar avrinningsområdet har biflödesordning 3, vilket innebär att vattnet flödar genom totalt 3 vattendrag innan det når havet efter 172 kilometer. Delavrinningsområdet består mestadels av skog (47 %) och sankmarker (41 %). Avrinningsområdet har 0,03 kvadratkilometer vattenytor vilket ger det en sjöprocent på 0,1 %.